# Eislingen
Eislingen là một thị trấn thuộc huyện Göppingen ở Baden-Württemberg ở miền nam Đức. Đô thị này có diện tích 16,41 km², dân số thời điểm 31 tháng 12 năm 2020 là 21.243 người. Eislingen nằm bên sông Fils, khoảng 2 km về phía đông Göppingen.

## Kết nghĩa
- Villány, Hungary, từ năm 1989
- Oyonnax, Pháp, từ năm 2001